# Ya'arab bin Bel'arab
Ya'arab bin Bel'arab (arabe : يعرب بن بلعرب) (mort en 1723) était l'un des imams rivaux pendant les guerres civiles en Oman à la fin de la dynastie Yarubide.

## Biographie
Ya'arab bin Bel'arab était le cousin de Saif bin Sultan II, le jeune fils de Sultan bin Saif II. Saif bin Sultan II avait douze ans lorsque son père, l'Imam Sultan bin Saif II, est décédé en 1718. Bien qu'il ait été désigné comme successeur et qu'il fût populaire parmi le peuple, les ulama décidèrent qu'il était trop jeune pour exercer des fonctions et favorisèrent son frère aîné Muhanna bin Sultan. En 1719, Muhanna bin Sultan fut introduit clandestinement dans le Fort de Rustaq et proclamé Imam. Muhanna étant impopulaire, il fut déposé et tué en 1720 par Ya'arab bin Bel'arab.
Ya'arab bin Bel'arab se déclara régent pendant la minorité de son cousin. En mai 1722, Ya'arab franchit une nouvelle étape en se proclamant Imam. Cela entraîna un soulèvement dirigé par Bel'arab bin Nasir, un parent par mariage de l'Imam déposé. Après quelques escarmouches, Ya'arab bin Bel'arab fut vaincu à Nizwa et le jeune Saif bin Sultan II fut à nouveau déclaré Imam, cette fois-ci avec Bela'rab bin Nasir comme régent.
Muhammad bin Nasir était parmi les notables qui vinrent à Rustaq pour le féliciter. Pour une raison quelconque, Bel'arab bin Nasir se disputa avec Mohammed bin Nasir, qui entreprit d'organiser une rébellion en alliance avec l'ancien Imam Ya'arab bin Bel'arab. Après une série de défaites, Bel'arab bin Nasir fut contraint d'accepter des conditions de paix selon lesquelles il devait rendre tous les forts d'Oman. C'est à peu près à cette époque que Ya'arab bin Bel'arab mourut le 16 mars 1723 à Nizwa.